# (36089) 1999 RN92
1999 RN92 (asteroide 36089) é um asteroide da cintura principal. Possui uma excentricidade de 0.15299790 e uma inclinação de 1.82795º.
Este asteroide foi descoberto no dia 7 de setembro de 1999 por LINEAR em Socorro.